# 1476
1476 (MCDLXXVI) fue un año bisiesto comenzado en lunes del calendario juliano.

## Acontecimientos
- 1 de marzo - Batalla de Toro entre las tropas de Isabel la Católica y Alfonso V de Portugal.
- Los daneses exploran Groenlandia.
- En Fuente Obejuna es asesinado el comendador de la Orden de Calatrava (el monje y soldado Fernán Gómez de Guzmán) a causa de sus continuos abusos y crímenes contra los lugareños.
- Se celebran en Madrigal de las Altas Torres las Cortes de Madrigal.
- Los Reyes Católicos crean la nueva institución de la Santa Hermandad, utilizando como modelo las Hermandades Generales.
- 26 de julio - Batalla de Valea Albă (Guerras otomano-moldavas): Victoria del sultán otomano Mehmed II sobre el príncipe Esteban III de Moldavia.
- 4 de septiembre se cumplen mil años de la caída del Imperio Romano de Occidente

## Arte y literatura
- Jorge Manrique - Coplas por la muerte de su padre.
- Andrea del Verrocchio - David.

## Nacimientos
- Cuitláhuac - futuro gobernante de los mexicas.
- 28 de junio - Gianni Carafa, después papa Pablo IV.
- 21 de julio - Alfonso I de Este, duque de Ferrara.
- 11 de septiembre - Luisa de Saboya, regente de Francia y madre de Francisco I de Francia.
- ... - Juan Sebastián Elcano, navegante y explorador superviviente de la primera vuelta al mundo.

## Fallecimientos
- Galleazzo María Sforza.
- Vlad Draculea, Príncipe de Wallachia. (nació en 1431)
- Fernán Gómez de Guzmán, comendador de la Orden de Calatrava muere asesinado en Fuente Obejuna
- Lope García de Salazar, historiador vizcaíno.

## Efemérides
•Se cumplen un milenio desde la disolución del imperio romano, (occidental) y así empezó una nueva época, la Edad Media (476-1492).